# Hawrania Rówień
Hawrania Rówień – polana w Dolinie Hawraniej w słowackich Tatrach Bielskich. Znajduje się powyżej Wyżniej Hawraniej Polany, oddzielone od niej pasem lasu o szerokości około 200 m. Polana ma rozmiary około 300 × 150 m i jest prawie pozioma. Od zachodu ogranicza ją ściana Nowej Baszty, od wschodu ściana Skrajnego Hawraniego Kopiniaka, po południowej stronie powyżej Hawraniej Równi wznosi się próg Hawraniego Kotła.
Nazwę polanie nadał Władysław Cywiński w 4 tomie przewodnika Tatry. Na Hawraniej Równi krzyżuje się kilka ścieżek, m.in. Bielska Ścieżka nad Reglami i ścieżki prowadzące od Drogi Wolności. Polana znajduje się jednak na zamkniętym dla turystów i taterników obszarze ochrony ścisłej Tatrzańskiego Parku Narodowego). Od czasu zaprzestania jej użytkowania stopniowo zarasta lasem.